# Microrégion de Brejo Santo
 (février 2025).
Si vous disposez d'ouvrages ou d'articles de référence ou si vous connaissez des sites web de qualité traitant du thème abordé ici, merci de compléter l'article en donnant les références utiles à sa vérifiabilité et en les liant à la section « Notes et références ».
La microrégion de Brejo Santo est l'une des cinq microrégions qui subdivisent le sud de l'État du Ceará au Brésil.
Elle comporte 5 municipalités qui regroupaient 97 071 habitants en 2006 pour une superficie totale de 1 892 km2.

## Municipalités[1]
- Abaiara
- Brejo Santo
- Jati
- Milagres
- Penaforte